# Дружинец, Иосиф Федосеевич

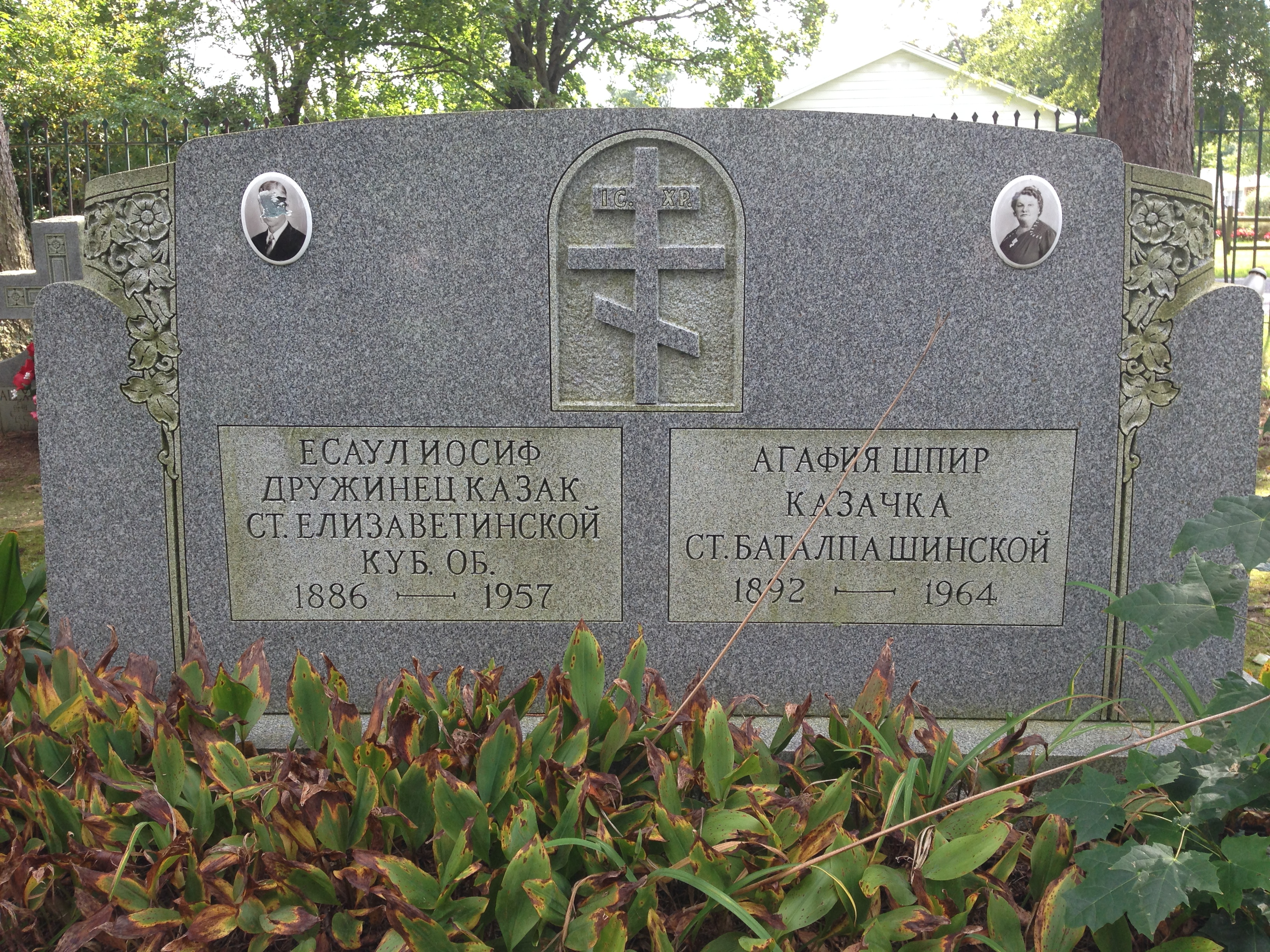
Фото могилы Иосифа Дружинца, США, Вайнленд

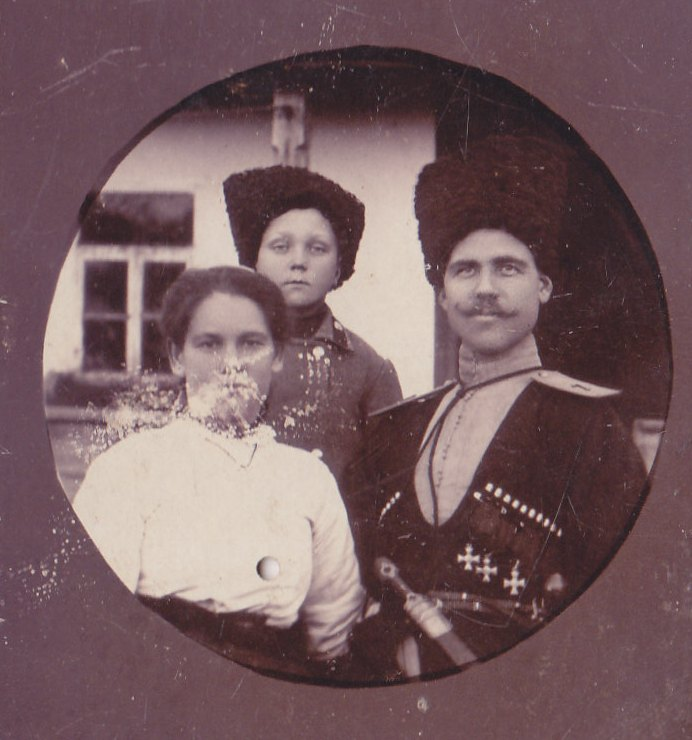
Иосиф Дружинец с женой и ребенком в ст.Елизаветинской.

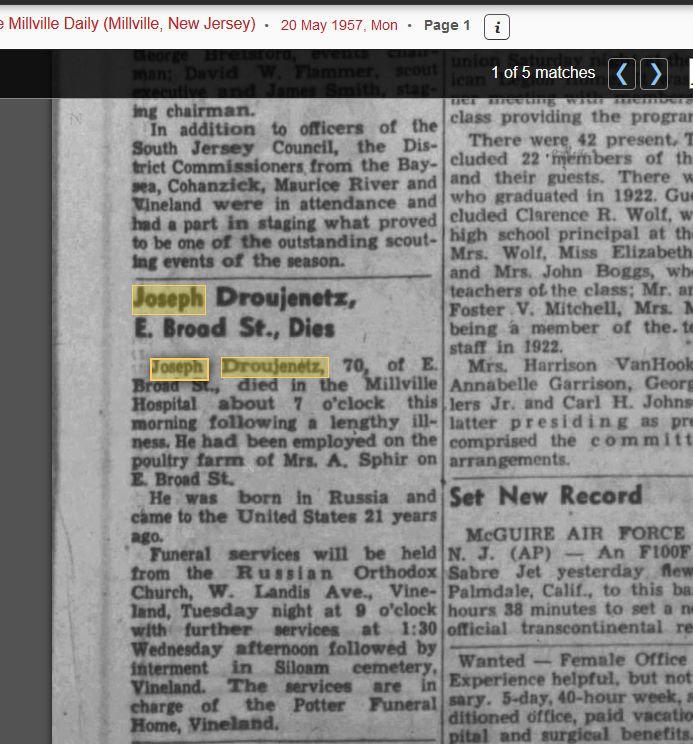
И.Дружинец, некролог в местной газете города Миллвилл, США, где он проживал.

Иосиф Федосеевич Дружинец (4 апреля 1888, Елизаветинская, Кубанская область — 20 мая 1957) — русский офицер, участник Первой мировой и Гражданской войн. Полный Георгиевский кавалер (1915).

## Источники

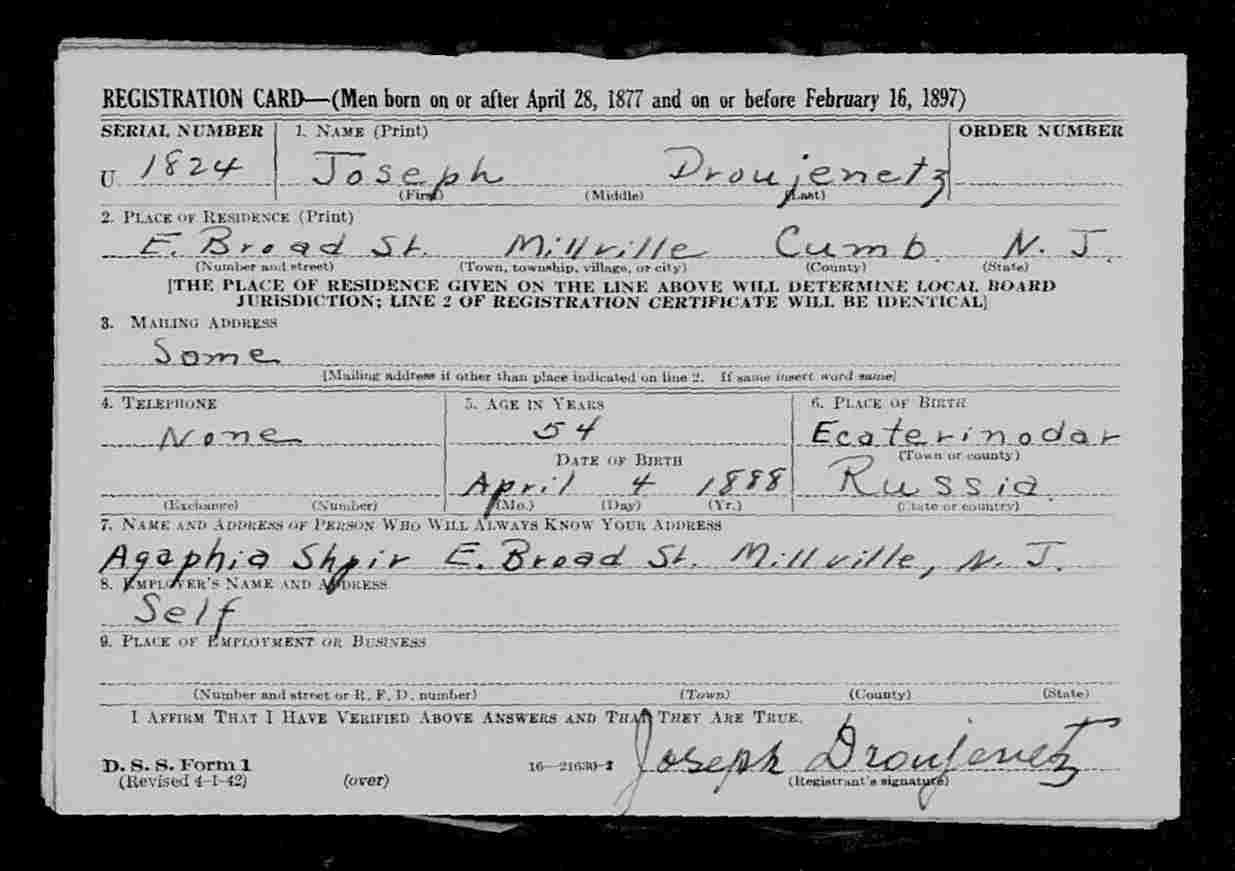
Лист переписи 1940 года И.Дружинца в США. Из архивов США.

## Биография
Родился 4 апреля 1888 года.
Участник Первой мировой войны. Служил в 1-м Кубанском пластунском батальоне.

В 1915 году стал полным Георгиевским кавалером получив 1-ю степень за № 3480: 
За то, что командуя взводом, находившимся в окопах, ночью сдержал натиск противника, не менее роты, бросившегося на этот участок, чем весьма облегчил удержание неприятеля от дальнейшего его движения вперед
В 1917 году закончил Екатеринодарскую школу прапорщиков, с производством в прапорщики.
Участник Гражданской войны, с 17 января 1918 года — в отряде полковника Лисевицкого, с 27 марта 1918 — в 1-м Кубанском (Корниловском) кнп, с 1 июня 1919 — в 7-м Кубанском пластунском батальоне.
В 1923 году покинул Россию — через Канаду прибыл в США. Некоторое время прожил в Нью-йорке. Потом переехал в небольшой городок Миллвилл, штат Нью-джерси, где прожил до конца жизни, в партнерстве с Агафьей Шпир занимался фермерством: растениеводство и птицеводство.
Умер 20 мая 1957 года в возрасте 70 лет от лимфосаркомы. Отпевался в русской православной церкви Святой Троицы в соседнем городке Вайнленд. Похоронен на кладбище города Вайнленд, штат Нью-джерси (Siloam Cemetery, Vineland, NJ).
В 2016 году одна из новых улиц поселка Пригородный города Краснодара была названа в честь Иосифа Дружинца.
В США детей у Иосифа Дружинца не было. Семья в России — жена Ирина, дети Федор и Клавдия не смогли следовать за ним и остались в России. Больше они не виделись. Внуки и правнуки Иосифа Дружинца проживают с станице Елизаветинской и в городе Краснодаре.

## Награды
Источник:
- Георгиевский крест I степени (1915 г. № 3480)

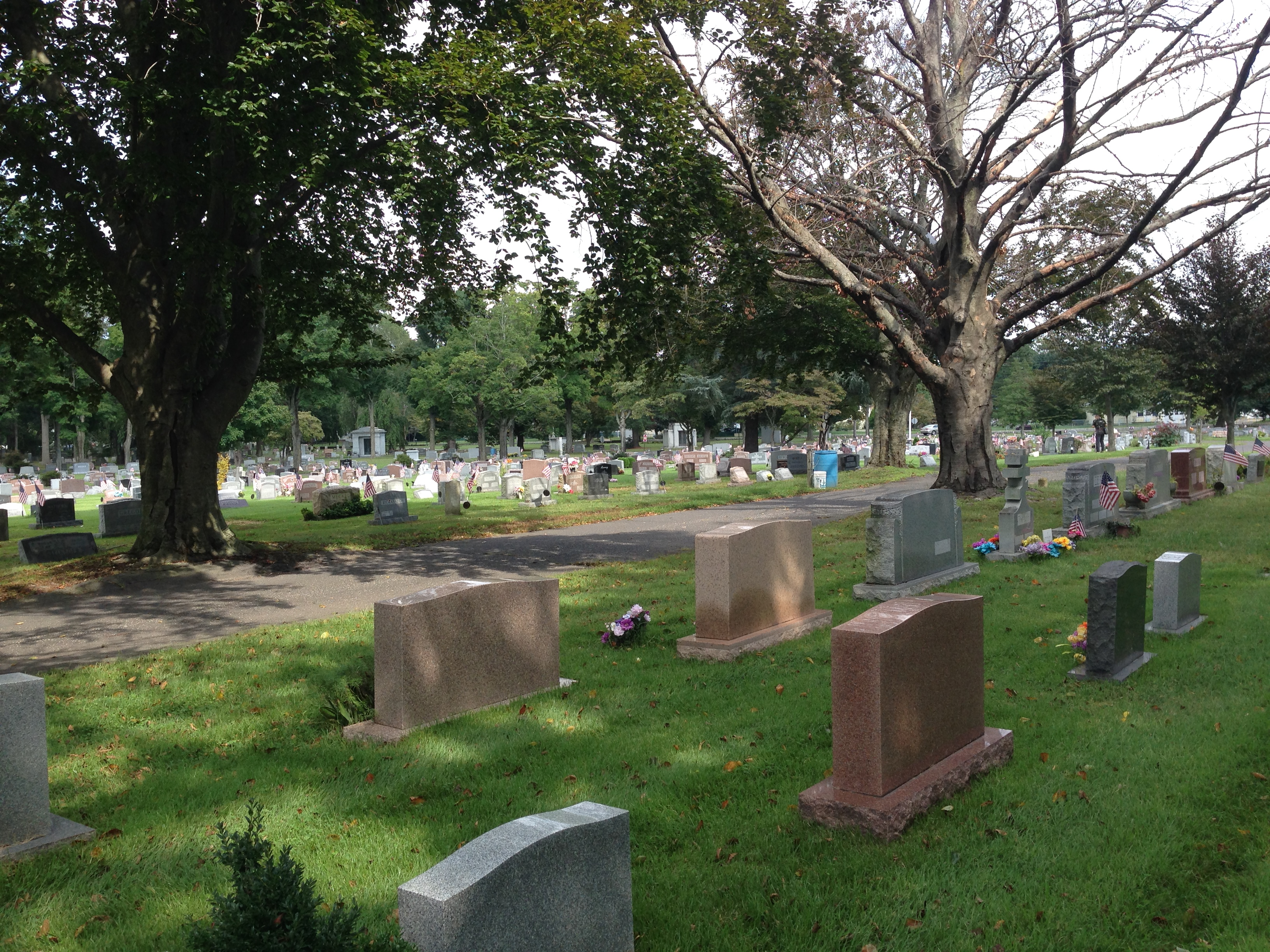
Кладбище Siloam Cemetery, Vineland, NJ, USA где похоронен И. Дружинец и другие казаки.

- Кладбище Siloam Cemetery, Vineland, NJ, USA где похоронен И. Дружинец и другие казаки.Георгиевский крест II степени (1915 г. № 2236)
- Георгиевский крест III степени (1915 г. № 11830)
- Георгиевский крест IV степени (1915 г. № 214601)